# Прајватир (Јужна Каролина)
Прајватир (енгл. Privateer) насељено је место без административног статуса у америчкој савезној држави Јужна Каролина.

## Демографија
По попису из 2010. године број становника је 2.349, што је 231 (10,9%) становника више него 2000. године.
| Група             | 2000.         | 2010.         |
| Белци             | 1.893 (89,4%) | 1.900 (80,9%) |
| Афроамериканци    | 178 (8,4%)    | 280 (11,9%)   |
| Азијати           | 8 (0,4%)      | 4 (0,2%)      |
| Хиспаноамериканци | 20 (0,9%)     | 113 (4,8%)    |
| Укупно            | 2.118         | 2.349         |